# Mjukdån
Mjukdån (Galeopsis ladanum) är en växtart i familjen kransblommiga växter. I Norden är den vanlig i södra Finland, södra Sverige och i Danmark. På torr, näringsrik sandjord är den ganska vanlig. I vissa trakter minskar dess förekomst. Den blommar i juli–september.

## Externa länkar

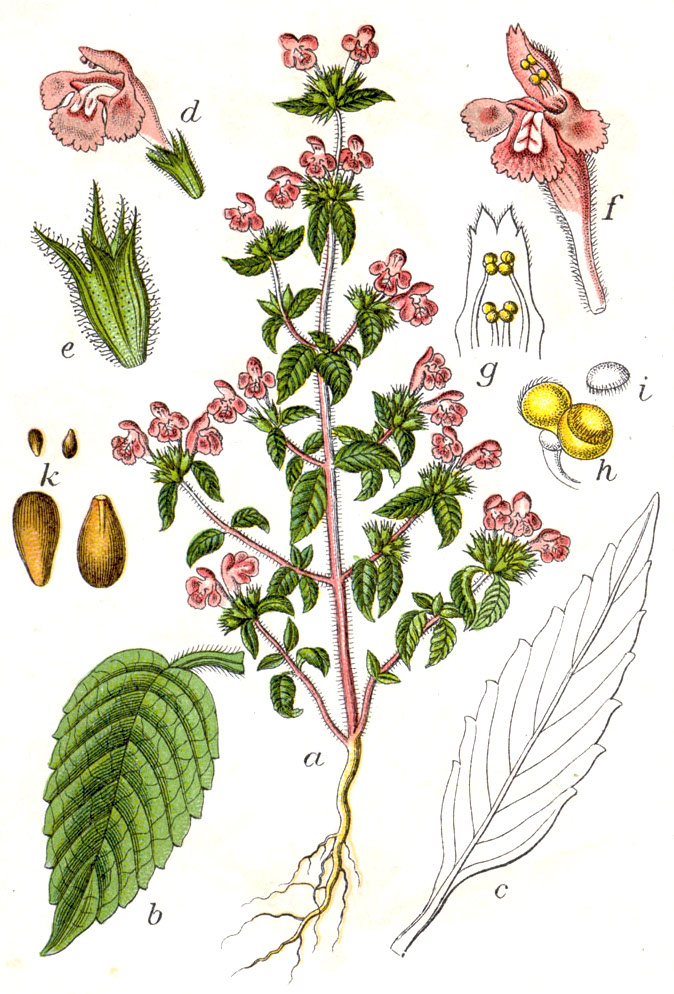